# Látlelet
A látlelet sérülésekről – hivatalos célból – kiállított orvosi leírás, másként elsődleges szakvélemény.

## Jelentősége
Hivatalos ügyek (pl. büntető-, kártérítési eljárások) lefolytatásakor a látleletnek bizonyító ereje van, mint orvosi véleménynek. Kiegészíti a tanúvallomásokat. Segíti a hatóság vélemény alkotását pl. az alábbi Btk. szerinti cselekmények elbírálásában:
A Büntető törvénykönyv "Testi sértés" című szakasza, 170. §
- (1) bekezdése szerint „aki más testi épségét vagy egészségét sérti, ha a sérülés vagy a betegség nyolc napon belül gyógyul, a könnyű testi sértés vétségét követi el, és két évig terjedő szabadságvesztéssel, közérdekű munkával vagy pénzbüntetéssel büntetendő”.
- A (2) bekezdés szerint „ha a testi sértéssel okozott sérülés vagy betegség nyolc napon túl gyógyul, az elkövető a súlyos testi sértés bűntettét követi el és három évig terjedő szabadságvesztéssel büntetendő”.
- A (4) bekezdés szerint „bűntettet követ el, és egy évtől öt évig terjedő szabadságvesztéssel büntetendő az elkövető, ha a testi sértés maradandó fogyatékosságot vagy súlyos egészségromlást okoz”. Az (5) bekezdés pedig azt írja elő, hogy „a büntetés két évtől nyolc évig terjedő szabadságvesztés, ha a testi sértés életveszélyt vagy halált okoz”.

## Alaki és tartalmi követelmények
- Intézmény azonosító (pl. fejléces, címmel, telefonszámmal stb-vel ellátott nyomtatvány), iktatószám, ügyintéző, szükség esetén (pl. hivatalos megkeresés az előzmény) hivatkozási szám, előadó
- Orvosi látlelet és vélemény törzsszáma vagy másként egyedi nyilvántartószáma
- Jelentkező(sérült) azonosító adatai, mint beteg neve (leánykori neve), születési dátum, anyja neve, személyi igazolvány száma, lakcím, felvétel dátuma, ellátó orvos
- Sérüléssel összefüggő panaszok ( beteg elmondása alapján)
- Az idegrendszeri állapot (reflexek, Romberg-tünetek, pupillák stb.), valamint az agyrázkódásra utaló tünetek (eszméletvesztés, emlékezet-kiesés, vegetatív tünetek) megállapítása, leírása
- Az alkoholos (esetleg drogos) állapot fizikális jelei (alkoholos lehelet, arcbőr, kötőhártyák állapota stb.) és pszichés tünetek (beszéd, magatartás, tájékozódás és emlékező képesség stb.) leírása
- Status (orvos megállapítása vizsgálat alapján)
- Szakorvosi leletek (rtg. stb.) részletes feltüntetése
- Kórisme (latinul és magyarul)
- A sérült ellátása (rendelőintézetbe, fekvőbeteg gyógyintézetbe irányítása stb.)
- Vélemény: A gyógytartam szövődménymentes gyógyulás esetén előre láthatólag

1. 8 napon belüli vagy
2. 8 napon túli, kb. .......... nap

- Megjegyzés (pl. várható e maradandó testi fogyatékosság vagy súlyos egészségromlás)
- Település neve, dátum és általában jobb oldalon pecsét, aláírás (nyomtatva is)

## Jogszabályi háttér
- Jelenleg "látlelet" néven az egészségügyi szakma jogszabályai említik meg ezt a fontos hatósági bizonyító erejű okmányt (pl.1997. évi CLIV. törvény Az egészségügyről 139. § stb.). A 284/1997. (XII. 23.) Korm. rendelet a "Térítési díj ellenében igénybe vehető egyes egészségügyi szolgáltatások térítési díjáról" 2. sz. melléklete rendelkezik a látlelet kiadásának térítési díjáról.
- A látlelet felvételével, kiadásával foglalkozó személy közfeladatot lát el (Közfeladatot ellátó személy ).
- Más jogszabályok (pl. Büntető törvénykönyv., Büntetőeljárás) általában szakvéleményt említenek a különböző eljárások megfogalmazásakor; kivételt képez a 23/2003. (VI. 24.) BM-IM 14/A. §, amely így rendelkezik: „A nyomozó hatóság látlelet kiadására vonatkozó megkeresését az egészségügyi intézmény - az egészségügyi ellátás folyamatos működtetésének egyes szervezési kérdéseiről szóló 47/2004. (V. 11.) ESzCsM rendelet 15. §-a (9) bekezdésének d) pontja alapján - térítésmentesen teljesíti.”

## Látlelet kiadás általános menete
- Jelentkezés az orvosnál a felvétel, kezelés céljából, minél hamarabb (mivel pl. a sokkos állapot, az agyrázkódás vagy drogos, alkoholos állapot jelei néhány nap után nehezen regisztrálhatóak)
- Orvosi vélemény (pl. ambuláns kezelőlap, kórházi kezelőlap) átvétele.
- Jelentkezés és igénylés a látlelet kiadására jogosult ügyintézőnél a szakorvosi kezelőlappal.
- A látlelet díjának befizetése, amennyiben nincs mentességre jogosultság. Mentességre általában hatóság (pl. rendőrségi, ügyészségi, gazdasági rendőrségi nyomozó szerv) jogosult.
- A látlelet kiadására jogosult ügyintézőtől kapott időpontban az "Orvosi látlelet és vélemény" című okmány átvétele.
- A látlelet kiadás határideje a befizetéstől számított 30 napnál nem lehet hosszabb.